# Москвина, Тамара Николаевна
Тама́ра Никола́евна Москвина́ (род. 26 июня 1941 года, Ленинград, РСФСР, СССР) — советская фигуристка, советский, российский тренер по фигурному катанию на коньках. Шестикратная чемпионка СССР, двукратный победитель Спартакиады народов СССР, вице-чемпионка мира и Европы. Заслуженный деятель искусств Российской Федерации (1994). Заслуженный работник физической культуры Российской Федерации (2002).

## Образование
- Школа № 330 г. Ленинграда с серебряной медалью.
- Музыкальная школа имени Н. А. Римского-Корсакова по классу фортепиано (1958)
- Ленинградский государственный дважды орденоносный институт физической культуры имени П. Ф. Лесгафта (ГДОИФК им. П. Ф. Лесгафта) с отличием (во время обучения была ленинской стипендиаткой).
- Аспирантура ГДОИФК им. П. Ф. Лесгафта
- Кандидат педагогических наук (1971, тема «Техника исполнения и методика обучения обязательным упражнениям конькобежца-фигуриста»)
- Доцент

## Спортивная карьера
В период Блокады семья Тамары Братусь эвакуировалась к родственникам на Урал, — вернулась в Ленинград в 1948 году.
Начала заниматься фигурным катанием на катке «Буревестник», первым тренером её был И. И. Богоявленский. С середины 1950-х участвовала в крупных состязаниях.
С юности ей были свойственны фантазия и творческий подход к фигурному катанию. Впервые в мире придумала и исполнила в 1960 (по другим данным ещё в 1955, сохранилась видеозапись вращения 1961 года) году вращение-заклон с захватом ноги обеими руками над головой (названное в конце 1970-х «бильманн»), которое и сегодня остаётся самым сложным из всех вращений.
С 1957 тренер — Игорь Борисович Москвин.
С конца 1950-х Братусь попадает в число призёров на чемпионатах СССР и в 1960 дебютирует на чемпионате Европы, заняв самое последнее 27-е место. Несмотря на пять побед на чемпионатах СССР, Братусь как одиночница ни разу не попала на чемпионат мира.
В 1962—1963 годах на чемпионатах Европы занимает предпоследние места (на чемпионат мира спортивное руководство посылает не участвовавшую в чемпионате страны Татьяну Немцову, которая также занимает предпоследние места, а в 1964 руководство решило вообще не отправлять одиночниц на чемпионаты Европы и мира).
В 1965 на московском чемпионате Европы Братусь 14-я, — запомнилась зрителям по показательным выступлениям (где она выполнила все, кроме акселя, двойные прыжки и «вращение бильманн»).
В 1964—1965 гг. переходит в парное катание, так как на международном уровне советская парная школа доминировала. Первым партнёром был Александр Гаврилов, — с ним она выиграла чемпионат СССР (в отсутствие сильнейших пар, прежде всего — Людмилы Белоусовой и Олега Протопопова).
В паре с Алексеем Мишиным в 1966—1967 гг. занимает третьи места на чемпионатах СССР.
В 1967 году впервые попадает в сборную. На чемпионате Европы 1967 году пара заняла 6-е место из-за падения Москвиной. Самым удачным стал сезон 1968/1969 — когда пара выиграла чемпионат СССР, была третьей на чемпионате Европы и второй на чемпионате мира. После чего Москвина окончательно перешла на тренерскую работу.

### Сводная таблица спортивных результатов
(в парном катании)
с Александром Гавриловым
- 1965 год — Золотая медаль Чемпионата СССР

с Алексеем Мишиным
| Соревнования/Сезон      | 1965—1966 | 1966—1967 | 1967—1968 | 1968—1969 |
| ----------------------- | --------- | --------- | --------- | --------- |
| Зимние Олимпийские игры |           |           | 5         |           |
| Чемпионаты мира         |           | 6         | 4         | 2         |
| Чемпионаты Европы       |           | 6         | 2         | 3         |
| Чемпионаты СССР         |           | 2         | 2         | 1         |
| Зимние Универсиады      | 3         |           |           |           |

(в одиночном катании)
| Соревнования/Сезон              | 1958—1959 | 1959—1960 | 1960—1961 | 1961—1962 | 1962—1963 | 1963—1964 | 1964—1965 | 1965—1966 |
| ------------------------------- | --------- | --------- | --------- | --------- | --------- | --------- | --------- | --------- |
| Чемпионаты Европы               |           | 27        |           | 19        | 20        |           | 14        |           |
| Чемпионаты СССР                 | 9         | 2         | 2         | 1         | 1         | 1         | 1         | 1         |
| Зимняя Спартакиада народов СССР |           |           |           | 1         |           |           |           | 1         |
| Зимние Универсиады              |           |           |           |           |           | 5         |           |           |

## Тренерская работа
С 1962 года занимается тренерской работой в обществах «Буревестник» и «Труд», а с 1971 года — тренер Специализированной детско-юношеской школы Олимпийского резерва. Всю карьеру работает в различных школах фигурного катания в Санкт-Петербурге, с 2017 года в своей собственной школе, где является руководителем и одним из тренеров парного катания. Тамара Николаевна — самый успешный тренер в парном катании в мире, к 2021 году её пары завоевали 63 медали чемпионатов Европы, мира и Олимпийских игр.
Ученики:
- Анастасия Мишина — Александр Галлямов (бронзовые призёры Олимпиады 2022 в личных и командных соревнованиях, чемпионы мира 2021, чемпионы Европы 2022, трехкратные чемпионы России (2022, 2024, 2025)[6]
- Ясмина Кадырова — Илья Миронов (двукратные призёры этапов Гран-при России)[7][8][9][10]

Известные бывшие ученики:
- Ирина Воробьёва — Александр Власов (призёры чемпионатов Европы и мира);
- Ирина Воробьёва — Игорь Лисовский (чемпионы мира и Европы 1981 года);
- Елена Валова — Олег Васильев (олимпийские чемпионы 1984, серебряные призёры Олимпиады 1988, трёхкратные чемпионы Европы (1984—1986), трёхкратные чемпионы мира (1983, 1985, 1988 гг.);
- Наталья Мишкутёнок — Артур Дмитриев (Олимпийские чемпионы 1992, серебряные призёры Олимпиады 1994, двукратные чемпионы мира (1991—1992);
- Елена Бечке — Денис Петров (серебряные призёры Олимпиады 1992 и чемпионата мира 1992);
- Оксана Казакова — Артур Дмитриев (Олимпийские чемпионы 1998, чемпионы Европы 1996);
- Елена Бережная — Антон Сихарулидзе (Олимпийские чемпионы 2002, серебряные призёры Олимпиады 1998, неоднократные чемпионы мира (1998, 1999), Европы (1998, 2001) и России);
- Кёко Ина — Джон Циммерман (бронзовые призёры чемпионата мира 2002);
- Юлия Обертас — Сергей Славнов (серебряные призёры чемпионата Европы 2005);
- Юко Кавагути — Александр Смирнов (двукратные призёры чемпионатов мира, чемпионы Европы 2010 года и 2015 годов, трёхкратные чемпионы России).
- Алиса Ефимова — Александр Коровин[11] (призёры этапа Гран-При в США 2018, победители Универсиады 2019)[12]
- Ясмина Кадырова — Иван Бальченко[13] (призёры Rostelecom Cup 2021)
- Александра Бойкова — Дмитрий Козловский[14] (чемпионы Европы 2020, чемпионы России 2020, бронзовые призёры Чемпионата мира 2021)[15][16][17][18][19]
- Ясмина Кадырова — Валерий Колесов (3-кратные призёры этапов Гран-при России)[20]

Современный период, собственная школа.
18 декабря 2014 года открылась Государственная специализированная детско-юношеская спортивная школа Олимпийского резерва «Звёздный лед». Эта школа создавалась для тренеров Тамары Москвиной и Алексея Мишина.
В марте 2017 года в Санкт-Петербурге открылась автономная некоммерческая организация «Спортивный клуб фигурного катания Тамары Москвиной», после чего Москвина ушла из школы «Звёздный лед» и полностью сосредоточилась на работе в новой школе. Бывший ученик Москвиной Антон Сихарулидзе был автором идеи и активно участвовал в её реализации.
Главным приоритетом школы является парное катание. В частности, в школе работают Олимпийский чемпион и заслуженный тренер России Олег Васильев, приводивший пару Татьяна Тотьмянина — Максим Маринин к победе на Олимпиаде в Турине, молодой и перспективный тренер Артур Минчук, опытный хореограф Александр Стёпин, работавший с чемпионами мира Марией Петровой — Алексеем Тихоновым и другими известными парами. Для работы над программами приглашаются такие постановщики, как Петр Чернышёв, Наталья Бестемьянова, Игорь Бобрин, Николай Морозов, некоторые из которых работают и с группой одиночного катания школы. Спустя всего полтора года после образования школы пришли первые успехи на крупных турнирах международного уровня — сначала Алиса Ефимова — Александр Коровин (тренеры Васильев, Москвина), затем юные Александра Бойкова — Дмитрий Козловский (тренеры Минчук, Москвина) стали призёрами этапов Гран-При сезона 2018—2019. В декабре 2018 года пара Бойкова — Козловский выиграла бронзовые медали на Чемпионате России и была включена в состав сборной на Чемпионат Европы 2019. 24 января 2019 года Бойкова — Козловский стали бронзовыми призёрами Чемпионата Европы. 19-летний Дмитрий Козловский стал самым молодым медалистом Чемпионата Европы в парном катании с 1986 года, когда серебро выиграл 18-летний Сергей Гриньков в паре с Екатериной Гордеевой. C 2019 года в группе Васильева в качестве тренера работает Оксана Казакова, а в группе Минчука — Елена Бережная. Обе являются бывшими ученицами Тамары Москвиной, выигрывавшими под её руководством золото Олимпийских игр. В 2020 году школу Москвиной покинул Олег Васильев, ставший главным тренером сборной Беларуси. С сезона 2022—2023 к работе в школе Москвиной начал привлекаться ее бывший ученик Александр Смирнов, также тренирующий одиночников в своей школе «Мастер».
Весной 2018 года началось сотрудничество школы Москвиной и пермской школы парного катания, известной качественной работой с детьми и юниорами. В пермской школе работают тренеры Валентина Тюкова и Валерий Тюков, несколько лет работавшие с будущим Олимпийским чемпионом Максимом Траньковым после его перехода в парное катание в возрасте 9 лет, а также их бывший ученик Павел Слюсаренко. Подопечные Тюковых и Слюсаренко приезжали в Санкт-Петербург и работают с тренерами школы Москвиной, группы двух школ проводили совместные сборы, тренеры обменивались опытом. Некоторые пары из Перми, например, призёры этапов юниорского Гран-При Анастасия Полуянова — Дмитрий Сопот, с 2018 года регулярно тренировались в Санкт-Петербурге и представляли на соревнованиях две школы и два региона. В 2019 году сотрудничество было прекращено.
Несмотря на приоритет парного катания, немало внимания в школе уделяется и одиночному. Главным тренером группы одиночного катания является Вероника Дайнеко, тренер высшей категории и судья Всероссийской категории. Вместе с ней до 2019 года работали молодые помощники — тренер Владислав Сезганов, в 2013 году ставший первым фигуристом из Европы, исполнившим четвёрной лутц, а также тренер, хореограф и технический специалист Александра Панфилова. В декабре 2018 года их ученик 16-летний Пётр Гуменник стал призёром Финала Гран-При среди юниоров, попав в финал после двух побед на этапах юниорского Гран-При. На этапе в Канаде в произвольной программе Гуменник чисто исполнил редкий и сложный каскад из тройного акселя и тройного риттбергера, первым и единственным исполнителем которого до Гуменника был Александр Абт в 1998 году. С 2019 года тренерская команда Дайнеко состоит из других молодых специалистов — Александра Устинова, Дмитрия Хромина и Николая Морошкина. Позже Устинов ушёл в школу «Звездный лед». По состоянию на сезон 2024—2025 в школе Москвиной функционируют две группы одиночного катания — Дмитрия Хромина и Вероники Дайнеко. С обеими группами работает хореограф Николай Морошкин, Тамара Москвина является консультантом.
В сезоне 2025—2026 школу Тамары Москвиной представляют следующие фигуристы:
- Анастасия Мишина — Александр Галлямов (тренеры Тамара Москвина, Артур Минчук, хореографы Николай Морошкин, Илья Авербух, Ирина Жук, Александр Свинин);
- Ясмина Кадырова — Илья Миронов (тренеры Тамара Москвина, Артур Минчук, Александр Смирнов[40], хореограф Николай Морошкин);
- Пётр Гуменник (тренер Вероника Дайнеко, хореографы Николай Морошкин, Илья Авербух, Даниил Глейхенгауз) — серебряный (2023) и бронзовый (2024) призер Чемпионата России, бронзовый призер Чемпионата мира среди юниоров (2020);
- Николай Угожаев (тренер Дмитрий Хромин, хореограф Николай Морошкин) — победитель этапа Гран-при России (2024)[41];
- София Диана Касинс — Александр Брегей (тренеры Александр Смирнов, Артур Минчук, Елена Бережная, хореограф Николай Морошкин) — победители этапа Гран-при России среди юниоров (2024)[42], серебряные призеры Первенства России среди юношей и девушек (старший возраст), бронзовые призеры Финала Кубка Федерации среди юниоров (2025)[43][44][45];
- Анна Москалёва — Артём Родзянов (тренеры Артур Минчук, Александр Смирнов, хореограф Николай Морошкин) — серебряные призеры этапа Гран-при России среди юниоров (2024)[46][45];
- Альбина Камалдинова — Дмитрий Родионов (тренеры Александр Смирнов, Артур Минчук, хореограф Николай Морошкин) — серебряные призеры финала Кубка Федерации Санкт-Петербурга[47] (2024), участники Первенства России среди юниоров;
- Дарья Третьякова — Александр Саморуков (тренеры Александр Смирнов, Артур Минчук, хореограф Николай Морошкин) — участники финала Кубка Федерации Санкт-Петербурга[47][45];
- Данил Колосков (тренер Вероника Дайнеко, хореограф Николай Морошкин) — участник этапов Гран-при России среди юниоров, победитель Первенства Санкт-Петербурга среди юниоров[48];
- Константин Волков (тренер Дмитрий Хромин, хореограф Николай Морошкин)[45];
- София Шепелева (тренер Дмитрий Хромин, хореограф Николай Морошкин) — бронзовый призер Первенства Санкт-Петербурга среди юниоров[49][45];
- Александр Чмиль (тренер Вероника Дайнеко, хореограф Николай Морошкин) — участник Первенства России среди девушек и юношей[50][45];
- Кирилл Андреянов (тренер Вероника Дайнеко, хореограф Николай Морошкин) — участник финала Кубка Федерации Санкт-Петербурга[51][45]

7 декабря 2024 года Тамара Москвина в возрасте 83 лет выступила на торжественном открытии открытого ледового катка в Санкт-Петербурге с танцем на льду под музыку «Вечерней песни» Василия Соловьёва-Седого.

## Награды и звания

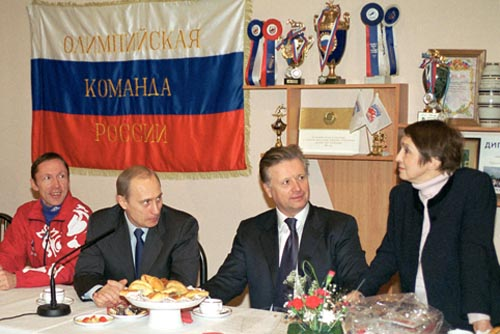
2002

- Орден «За заслуги перед Отечеством» II степени (5 июня 2021) — за большой вклад в развитие отечественного фигурного катания[53]
- Орден «За заслуги перед Отечеством» III степени (27 февраля 1998) — за высокие спортивные достижения на XVIII зимних Олимпийских играх 1998 года[54]
- Орден Трудового Красного Знамени (1984)
- Орден Дружбы народов (1988)
- Заслуженный деятель искусств Российской Федерации (22 апреля 1994 года) — за заслуги в развитии физической культуры и спорта и большой личный вклад в подготовку и проведение XVII зимних Олимпийских игр 1994 года[55]
- Заслуженный работник физической культуры Российской Федерации (2002)
- Заслуженный мастер спорта СССР (1969)
- Заслуженный тренер СССР
- Заслуженный тренер России
- Благодарность Президента Российской Федерации (5 мая 2003 года) — за успешную подготовку спортсменов и высокие спортивные достижения на Играх XIX Олимпиады в Солт-Лейк-Сити[56]
- Почётный гражданин Санкт-Петербурга
- Лучший в спорте Санкт-Петербурга (Правительство Санкт-Петербурга, 2 февраля 2010 года)[57].
- Почётный диплом Законодательного Собрания Санкт-Петербурга (2002)
- Состояла в КПСС, давала рекомендацию на вступление Белоусовой и Протопопову[58].

## Личная жизнь
- Муж — Игорь Борисович Москвин (1929—2020).
  - дочь — Ольга
    - внучка — Дарья

  - дочь — Анна
  - племянница — Анна, исполнительный директор WFRS России

## Фильмография
- 1969 — «Голубой лёд»
- 2000 — «Ледяное сияние звёзд» (режиссёр Н. В. Орлов).
- 2014 — «Чемпионы». В роли Москвиной — Роза Хайруллина

## О Т.Н. Москвиной
- Е.Вайцеховская. Москвины: Лёд для двоих. СПб.: Амфора, 2011. — 320 с. — Серия «Амфора-спорт» — 3 000 экз., ISBN 978-5-367-01752-6